# Serhi Nykyforov
Serhi Nykyforov (en ucraniano: Сергій Никифоров, 6 de febrero de 1994) es un deportista ucraniano que compite en atletismo, especialista en la prueba de salto de longitud.
Ganó una medalla de bronce en el Campeonato Europeo de Atletismo de 2018 y una medalla de bronce en el Campeonato Europeo de Atletismo en Pista Cubierta de 2017.

## Palmarés internacional
| Campeonato Europeo                   | Campeonato Europeo | Campeonato Europeo | Campeonato Europeo |
| Año                                  | Lugar              | Medalla            | Prueba             |
| ------------------------------------ | ------------------ | ------------------ | ------------------ |
| 2018                                 | Berlín (Alemania)  | Medalla de bronce  | Salto de longitud  |
| Campeonato Europeo en Pista Cubierta |                    |                    |                    |
| Año                                  | Lugar              | Medalla            | Prueba             |
| 2017                                 | Belgrado (Serbia)  | Medalla de bronce  | Salto de longitud  |